# CitySpire Center
Das CitySpire Center, offiziell CitySpire, ist ein 75-stöckiger Wolkenkratzer mit gemischter Nutzung in Manhattan in New York City.

## Beschreibung
Das CitySpire Center befindet sich in der W 56th Street zwischen der Sixth und Seventh Avenue in Midtown Manhattan drei Blocks südlich vom Central Park. Der im Jahr 1987 fertiggestellte Wolkenkratzer ist 248,1 Meter (814 Fuß) hoch und hat 75 Etagen. Eigentümer des Gebäudes ist seit Dezember 2004 die Tishman Speyer Properties. Architekt des Wolkenkratzers war Helmut Jahn. Die Bauarbeiten wurden von dem New Yorker Bauunternehmen Tishman Construction durchgeführt.
Als das CitySpire Center fertiggestellt wurde, war es das zweithöchste Beton-Gebäude der Welt. Mit Stand Oktober 2024 ist es das 39-höchste Gebäude in New York City. Bis zur 22. Etage wird das Gebäude kommerziell genutzt. Darüber in den oberen Etagen befinden sich luxuriöse Apartments. Von diesen Apartments hat man eine gute Aussicht auf den in unmittelbarer Nähe liegenden Central Park. Der Wolkenkratzer hat einen achteckigen Grundriss mit einer Vorhangfassade aus 21 mm starken Steinplatten am Mittelteil und einer Glasfassade an den Seitenflügeln. Das Gebäude weist an der Ost- und Westseite in der 23., 46. und 62. Etage Rücksprünge auf. Hervorzuheben ist die kreativ gestaltete mit Kupfer verkleidete Kuppel mit acht Stahlrippen als Krönung des Gebäudes, die nachts mit weißem Licht beleuchtet wird. Im Erdgeschoss verläuft von der 55th Street zur 56th Street mit einer Fußgängerpassage die 6½ Avenue, die in ganzer Länge von der 51st Street bis zur 57th Street verläuft und dabei mit einer Reihe von breiten Fußgängerpassagen die im Verlauf stehenden Gebäude durchquert.
CitySpire Center liegt gegenüber dem Carnegie Hall Tower und dem Metropolitan Tower, die sich auf der anderen Straßenseite befinden. Diese Gruppe von modernen Wolkenkratzern ist eine der interessantesten Zusammenstellungen in der Stadt. Seit dem Jahr 2013 sind in unmittelbarer Nähe mit dem 306 m hohen One57 und der 435 m hohen 111 West 57th Street (Steinway Tower) noch weitere Wolkenkratzer hinzugekommen, die sich höhenmäßig von den Bauwerken der näheren Umgebung abheben.

## Ansichten

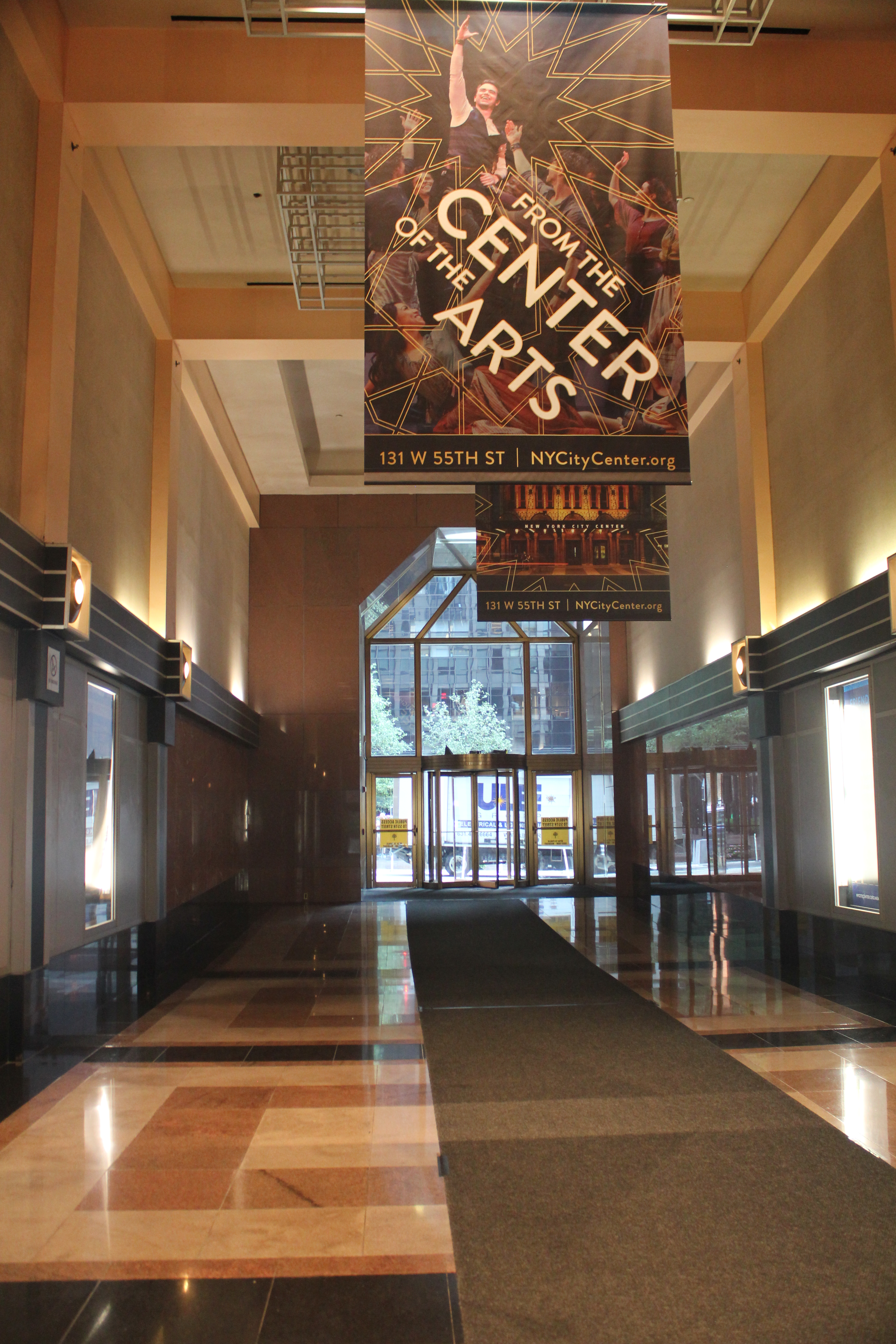
Fußgängerpassage der 6½ Avenue im Erdgeschoss
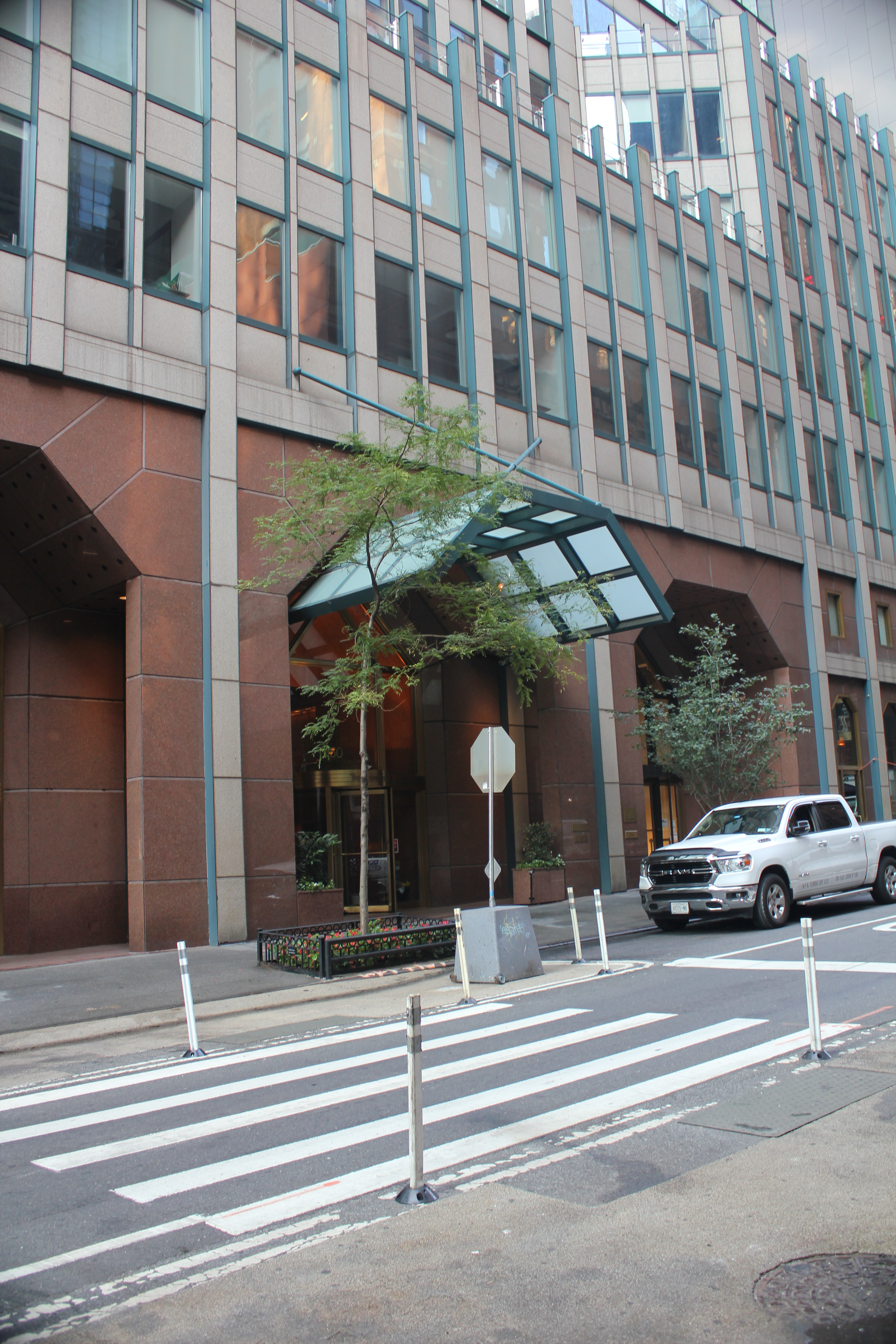
Eingang in der 56th Street
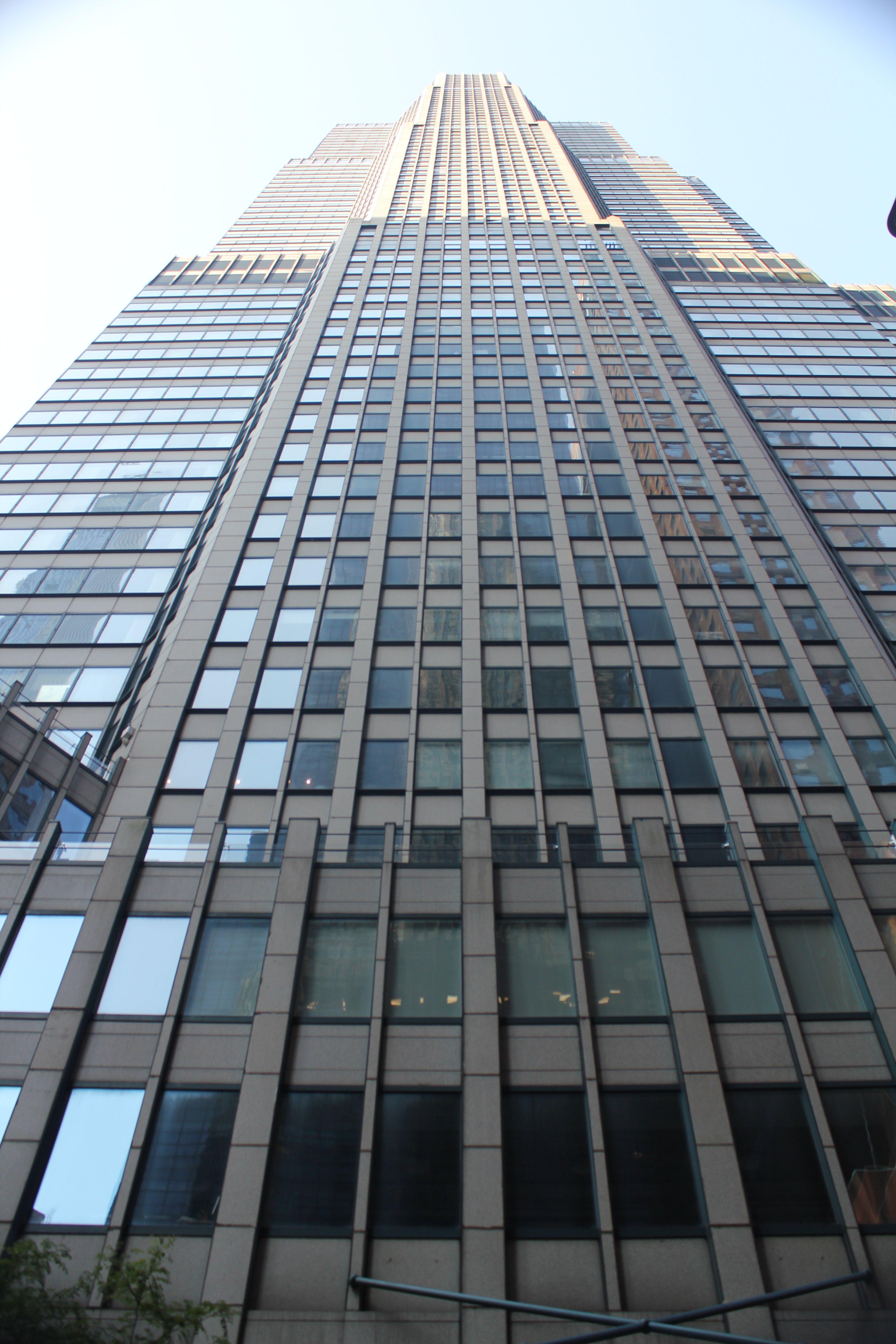
Vertikale Ansicht nach oben
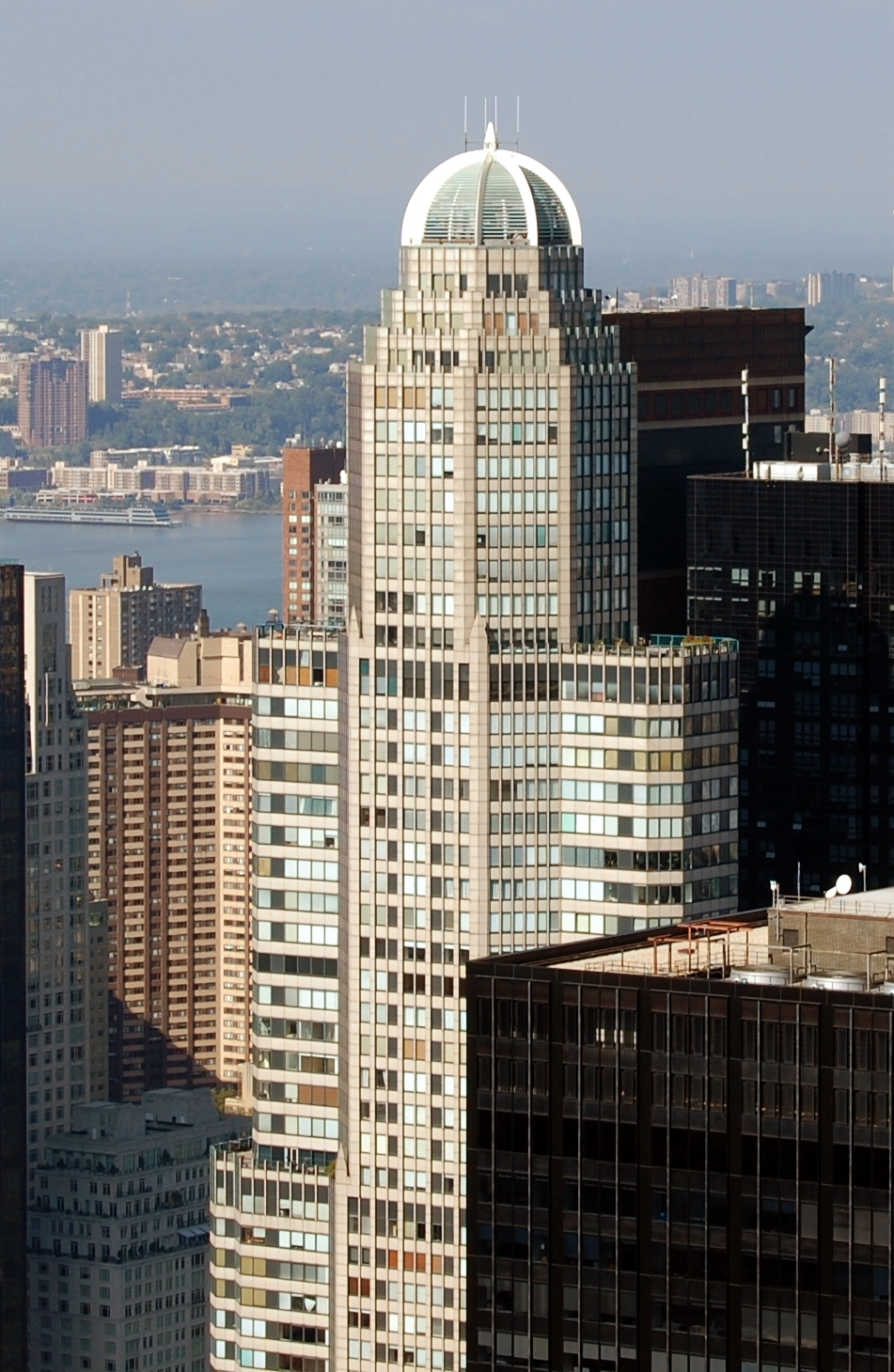
CitySpire 2013